# 豊中市立第十八中学校
豊中市立第十八中学校（とよなかしりつ だいじゅうはちちゅうがっこう）は、大阪府豊中市蛍池中町四丁目にある公立中学校。敷地は、山所池の過半を埋め立て造成された。

## 沿革
- 1986年
  - 4月1日 - 開校。
  - 6月7日 - 開校記念式典を実施。この日を創立記念日とする。
- 1987年5月21日 - 文部省から心身障害児理解推進校に指定される。
- 1993年4月1日 - 大阪府教育委員会から教育課程・技術家庭科の研究校、豊中市教育委員会からパーソナルコンピュータの研究校の指定をそれぞれ受ける。
- 1998年3月 - エレベーター設置。
- 1999年1月 - 新コンピュータルーム開設。

## 通学区域
- 豊中市立蛍池小学校の通学区域全域
- 豊中市立刀根山小学校の通学区域の一部
  - 豊中市立中学校通学区域一覧表を参照。

## 交通
- 蛍池駅から東へ約200m（徒歩3分）
- 大阪国際空港から東へ約500m